# SV Sturm Lauenburg
SV Sturm Lauenburg (celým názvem: Sportverein Sturm 1919 Lauenburg) byl německý sportovní klub, který sídlil v pomořanském městě Lauenburg (dnešní Lębork v Pomořském vojvodství). Založen byl v roce 1919, zanikl v roce 1945 po polské anexi východních Pomořan. Klubové barvy byly černá a žlutá.
Své domácí zápasy odehrával na stadionu Städtischer Sportplatz.

## Historické názvy
Zdroj: 
- 1919 – SV Sturm Lauenburg (Sportverein Sturm 1919 Lauenburg)
- 1945 – zánik

## Umístění v jednotlivých sezonách
Stručný přehled
Zdroj: 
- 1933–1937: Gauliga Pommern Ost
- 1939–1940: Gauliga Pommern Ost

Jednotlivé ročníky
Zdroj: 
Legenda: Z – zápasy, V – výhry, R – remízy, P – porážky, VG – vstřelené góly, OG – obdržené góly, +/- – rozdíl skóre, B – body, červené podbarvení – sestup, zelené podbarvení – postup, fialové podbarvení – reorganizace, změna skupiny či soutěže
| Velkoněmecká říše (1933 – 1940) |                     |        |                                                             |                                                             |                                                             |                                                             |                                                             |                                                             |                                                             |                                                             |        |
| Sezóny                          | Liga                | Úroveň | Z                                                           | V                                                           | R                                                           | P                                                           | VG                                                          | OG                                                          | +/-                                                         | B                                                           | Pozice |
| 1933/34                         | Gauliga Pommern Ost | 1      | 12                                                          | 3                                                           | 1                                                           | 8                                                           | 37                                                          | 42                                                          | -5                                                          | 7                                                           | 5.     |
| 1934/35                         | Gauliga Pommern Ost | 1      | 12                                                          | 5                                                           | 4                                                           | 3                                                           | 34                                                          | 32                                                          | +2                                                          | 14                                                          | 3.     |
| 1935/36                         | Gauliga Pommern Ost | 1      | 12                                                          | 5                                                           | 1                                                           | 6                                                           | 39                                                          | 33                                                          | +6                                                          | 11                                                          | 5.     |
| 1936/37                         | Gauliga Pommern Ost | 1      | 12                                                          | 1                                                           | 3                                                           | 8                                                           | 24                                                          | 29                                                          | -5                                                          | 5                                                           | 6.     |
| …                               |                     |        |                                                             |                                                             |                                                             |                                                             |                                                             |                                                             |                                                             |                                                             |        |
| 1939/40                         | Gauliga Pommern Ost | 1      | Klub se odhlásil v průběhu sezóny, výsledky byly anulovány. | Klub se odhlásil v průběhu sezóny, výsledky byly anulovány. | Klub se odhlásil v průběhu sezóny, výsledky byly anulovány. | Klub se odhlásil v průběhu sezóny, výsledky byly anulovány. | Klub se odhlásil v průběhu sezóny, výsledky byly anulovány. | Klub se odhlásil v průběhu sezóny, výsledky byly anulovány. | Klub se odhlásil v průběhu sezóny, výsledky byly anulovány. | Klub se odhlásil v průběhu sezóny, výsledky byly anulovány. | 5.     |